# Jacques-François Blondel
Jacques-François Blondel (8 de gener de 1705 — 9 de gener de 1774) va ser un mestre i arquitecte francès. Va ser nomenat professor de l'Académie d'Architecture el 1762, i el seu Cours d'architecture (1771–1777), va reemplaçar el llibre publicat l'any 1675 per part del seu homònim François Blondel, que havia ocupat el mateix lloc de professor a finals del segle xvii.

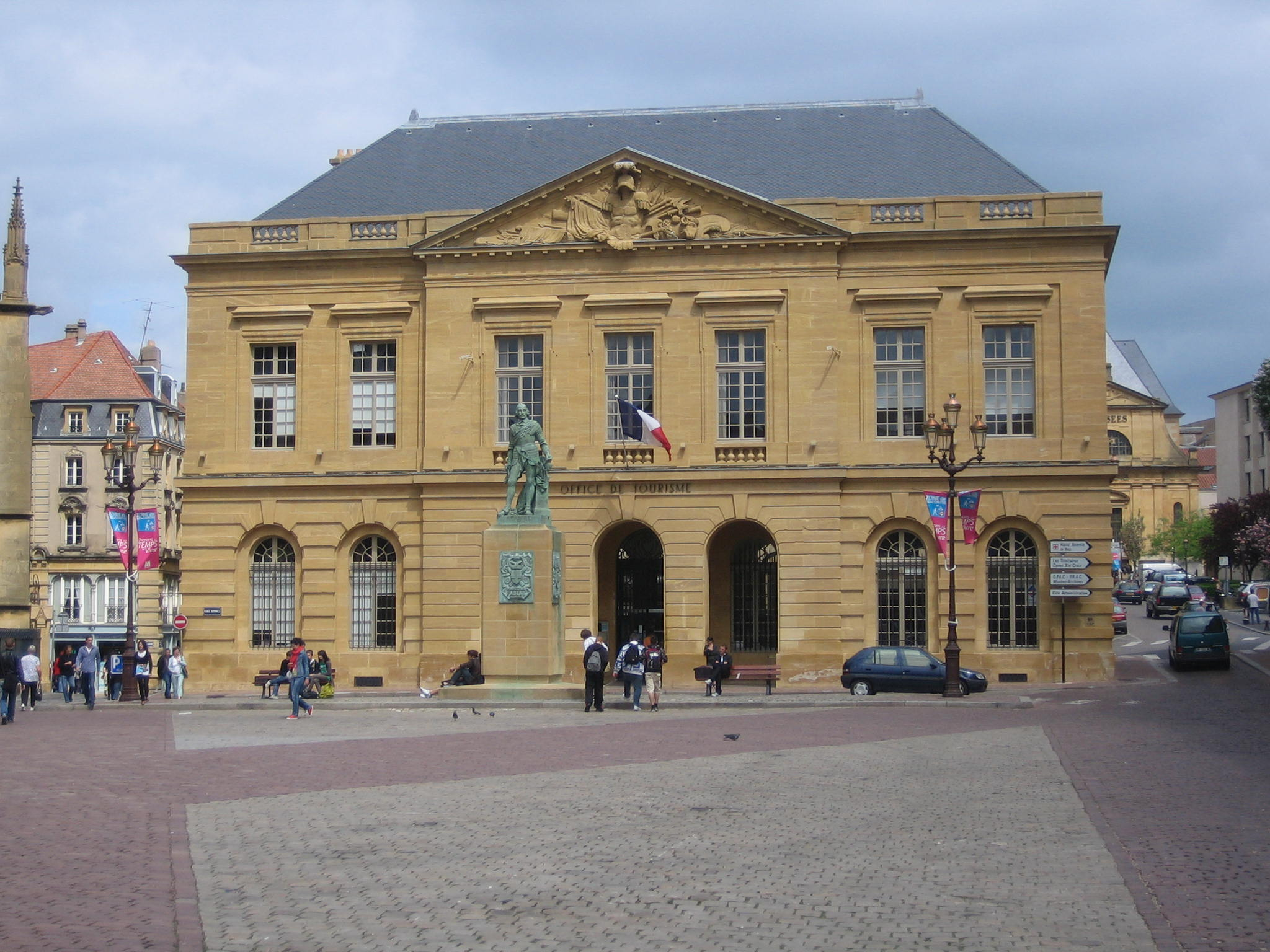
Edifici de la plaça de Metz, obra de Jacques-François Blondel

Blondel nasqué a Rouen,. Cap a 1726 s'estava a París on va continuar els seus estudis amb Gilles-Marie Oppenord, de qui adquirí el coneixement del Rococó. També treballà amb Pierre-Jean Mariette i va contribuir a l'obra d'aquest titulada L'Architecture françoise (1727, 1738), com a redactor i gravador de dibuixos d'arquitectura del llibre. Blondel evolucionà cap a una arquitectura de tipus clàssic, racionalista i conservadora
La seva primera obra en solitari va ser de tipus enciclopèdic i molt influent, es titulava De la Distribution des Maisons de Plaisance, et de la Décoration des Edifices en General, (1737).
El mateix any, obrí la seva pròpia escola privada d'arquitectura a París, l'École des Arts,. Als anys següents molts arquitectes van treure profit de les seves lliçons: Boullée, Brongniart, Chalgrin, La Guêpière, Desprez, de Wailly, Gondoin, Ledoux, Guimard i Rondelet, i de forasters que distribuirien el Neoclassicisme: com Sir William Chambers, i Caspar Frederik Harsdorff.

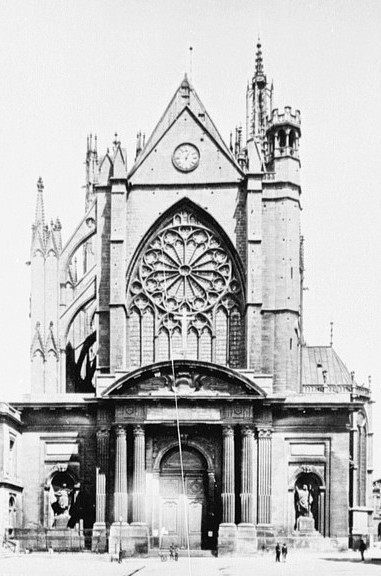
Porta occidental de la catedral de Metz, dissenyada per Blondel el 1764

En la seva obra clara i racional titulada Architecture françoise (4 volums, 1752 - 1756) va cobrir informació d'edificis del segle anterior a París i els seus voltants
Per a l'Encyclopédie de Diderot va escriure articles sobre la construcció, i també sobre l'arquitectura, i hi contribuí amb uns 500 articles entre els anys 1751 i 1774.
En el seu Cours d'architecture de vegades s'anomena ell mateix com el "Petit Blondel" per a diferenciar-se del "Grand Blondel", de la seva Architecture françoise.

## Vida privada
Blondel es va casar amb Marie Anne Garnier el 1729. El seu fill, Georges-François Blondel, nascut el 1730, va esdevenir gravador d'arquitectura. També tingueren una filla, Claudine Angelique. Després de la mort de la seva primera esposa el 1755, Jacques-François es va casar amb Manon Balletti el 1760. Balletti és coneguda per la seva relació amb Giacomo Casanova. El seu fiil, Jean-Baptiste Blondel, va esdevenir arquitecte oficial de la ciutat de París. Durant la seva malaltia final, Jacques-François va demanar ser portat a la seva aula del Louvre, on morí envoltat pels seus llibres, les seves maquetes d'arquitectura i els seus estudiants.